# Maxvorstadt

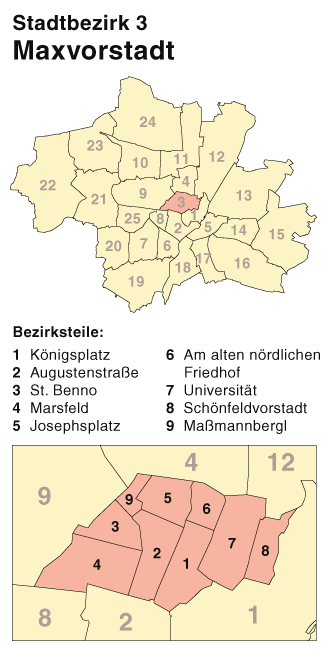
Mapa de Maxvorstadt.

Maxvorstadt es un barrio del centro de Múnich (Alemania) que constituye el distrito 3 Maxvorstadt. Desde 1992, este barrio incluye los antiguos barrios 5, 6 y 7 (Maxvorstadt-Universität, Maxvorstadt-Königsplatz-Marsfeld y Maxvorstadt-Josephsplatz).

## Localización
El barrio se encuentra junto a la parte noroeste del centro histórico. El Jardín Inglés constituye su límite por el este, Schwabing está al norte, y Neuhausen-Nymphenburg al noroeste. Limita con el barrio de Schwanthalerhöhe por el suroeste y con Ludwigsvorstadt-Isarvorstadt por el sur. La zona este de Maxvorstadt a menudo se atribuye erróneamente al barrio de Schwabing.

## Tráfico
Maxvorstadt tiene un plan hipodámico y está delimitado por los ejes norte-sur Schleißheimer Straße y Ludwigstraße; las calles paralelas Amalienstraße, Türkenstraße, Barer Straße, Schraudolphstraße, Arcisstraße, Luisenstraße y Augustenstraße discurren entre ellas. Estas dos calles principales están conectadas entre sí por las calles este-oeste Gabelsbergerstraße, Theresienstraße, Heßstraße, Schellingstraße, Zieblandstraße, Görresstraße y Georgenstraße. Theresienstraße y Gabelsbergerstraße son calles de un solo sentido.
Se puede llegar a Maxvorstadt en transporte público mediante las estaciones Königsplatz, Theresienstraße y Josephsplatz de la línea U2 del Metro de Múnich, la estación Universität de las líneas U3 y U6, y la estación Stiglmaierplatz de la línea U1. Además, pasan por el barrio las líneas de tranvía 16, 17, 20, 21, 27 y 28, así como varias líneas de autobuses.

## Lugares de interés

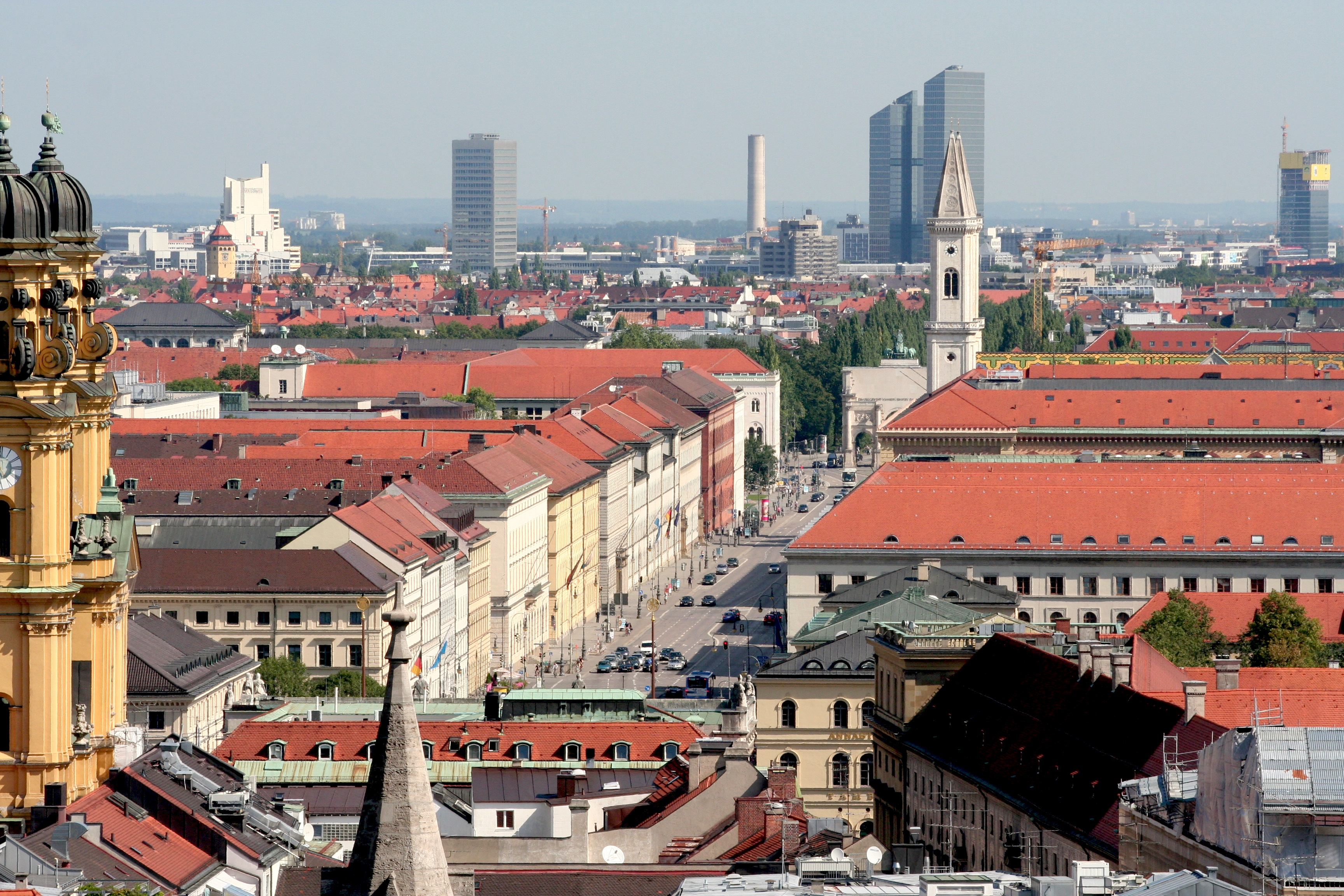
La Ludwigstraße en Maxvorstadt.

| - 8. November 1939 (memorial) - Abadía de San Bonifacio - Academia de Bellas Artes de Múnich - Akademiegalerie - Alter Botanischer Garten - Alter Nordfriedhof - Altstadtring - Altstadtringtunnel - Consulado General de los Estados Unidos en Múnich - Museo de Arquitectura de la Universidad Técnica de Múnich - Arnold & Richter Cine Technik - Augenklinik Herzog Carl Theodor - Estación de Múnich Hackerbrücke - Cancillería Estatal de Baviera - Ministerio de Guerra de Baviera - Bennosäule - Bernheimer-Haus - Casa Parda - Distrito electoral Múnich-Norte - Dachauer Straße - Fuente de los Delfines - Monumento a Franz Xaver Gabelsberger - Dichtergarten - Die Neue Sammlung - Königliche Erzgießerei in München - Führerbau - Gabriel Filmtheater - Museo Geológico de Múnich - Glaspalast - Hackerbrücke - Harmlos - Hochschule für Musik und Theater München - Hochschule für Philosophie München - Hochschule für Politik München - Hofbrunnwerkkanal - Hofgartenkaserne - Institut français - Palacio de Justicia de Múnich - Kaim-Saal - Karstadt München Bahnhofplatz - Kleines Spiel - Königliche Kunstgewerbeschule München - Königsplatz - Circus Krone - Kronebau - Kunstsammlung des Herzoglichen Georgianums - Landeskirchenamt München - Lenbachplatz - Löwenbräukeller | - Maillingerstraße - Marsfeld - Max-Planck-Institut für Sozialrecht und Sozialpolitik - Münchner Haus der Kulturinstitute - Münchner Theater für Kinder - Museum für Abgüsse Klassischer Bildwerke - Fuente de Neptuno - Nornenbrunnen - Centro de documentación sobre la historia del nacionalsocialismo - Odeón - Odeonsplatz - Erich Ott - Prinz-Carl-Palais - Propileos - Richard-Wagner-Straße - Rundfunkplatz - Salzstadelkaserne - Schauspiel München - Schelling-Salon - Schleißheimer Straße - Siegestor - SiemensForum München - Simpl - SportA - SDI Múnich - Iglesia de San Benno - Iglesia de San José - Iglesia de San Marco - St.-Benno-Viertel - Staatliche Antikensammlungen - Staatsarchiv München - Lenbachhaus - Städtisches Luisengymnasium München - Stimmkreis München-Schwabing - The Charles Hotel - Theater Die Kleine Freiheit - TheaterRaum München - Türkengraben - Türkenkaserne - Estación de Josephsplatz (Metro de Múnich) - Estación de Königsplatz (Metro de Múnich) - Estación de Stiglmaierplatz (Metro de Múnich) - Estación de Theresienstraße (Metro de Múnich) - Winzererstraße - Wittelsbacher-Gymnasium München - Fuente Wittelsbacher - Wohnhaus Reinemann - Wohnheimsiedlung Maßmannplatz - Zentraler Omnibusbahnhof München |